# Tetyń
Tetyń (niem. Beyersdorf, nazwa przejściowa – Brzeziny) – wieś w Polsce położona w województwie zachodniopomorskim, w powiecie pyrzyckim, w gminie Kozielice.
W latach 1945–54 siedziba gminy Tetyń. W latach 1975–1998 miejscowość administracyjnie należała do województwa szczecińskiego.

## Zabytek
- Kościół romańsko-renesansowy zbudowany z kamiennych ciosów z murami z II poł. XIII w., przebudowany w XVI i XVII w. W nawę wbudowano oszalowaną wieżę z baniastym hełmem i latarenką. Renesansowy szczyt ściany wschodniej o rytmicznych spływach, nad nim latarnia. Nad niewielką kruchtą południową renesansowy szczyt z blendami wpisanymi w arkady[4].